# Barakani (Anjouan)
Pour les articles homonymes, voir Barakani.
Barakani est une ville de l'union des Comores, situé sur l'île d'Anjouan. En 2010, sa population est estimée à 6 854 habitants.